# SaxaVord Spaceport
SaxaVord Spaceport är en rymdbas, belägen på Unst, Shetlandsöarna, Skottland, Storbritannien.